# Charlotte Strandgaard
Charlotte Strandgaard (født 15. februar 1943 i Brørup, død 9. oktober 2021 på Glostrup Hospital) var en dansk forfatter. Hun skrev mere end 50 romaner, digtsamlinger og andre udgivelser.

## Biografi
Charlotte Strandgaard var datter af litteraturanmelderen Jens Kruuse, som hun blandt andet beskrev i bogen I lyset af glæde (1996). Hun voksede op i Aarhus i et akademisk miljø præget af litteratur og kunst. I 1965 afsluttede hun sin uddannelse som bibliotekar.

## Forfatterskab
Strandgaard spredte sig over adskillige genrer, herunder hørespil, skuespil, tv-spil, filmmanuskripter, fagbøger, skolebøger og børnebøger. 
I 1965 debuterede hun med digtsamlingen Katalog, og hun fortsatte med at udgive en række værker, der ofte handlede om relationer mellem kønnene og om samfundets udstødte og undertrykte.
I 1969 udgav hun Indimellem holder de af hinanden, en samling på 81 korte tekststykker, der kredsede om en vanskelig kærlighedsrelation. Bogen blev genudgivet i 2014 på forlaget Gladiator med efterord af Asger Schnack og er blevet beskrevet som en punktroman, hvor hverdag og myte blandes.
Hendes første roman, Når vi alle bliver mødre (1981), beskrev konflikter og kriser, som kvinder kan opleve i forbindelse med moderskabet. Senere værker som Lille menneske (1982) og En fugl foruden vinger (1985) beskrev henholdsvis anoreksi og rugemoderskab. I 1997 skrev hun Elleve dage i november, en eksperimenterende roman om stofmisbrug, hvor hvert kapitel blev offentliggjort online og videreudviklet baseret på læsernes respons.
I 2014 udgav hun Hans, en skildring af hendes søns liv fra hans fødsel i 1963 til hans død i 2012 som følge af skizofreni. Bogen indeholder både digte og lægejournaler og behandler emner som forældres skyldfølelse og forståelsen af sindslidelser.
Hendes sidste bog, Stræk din krop mod min (2021), var en brevudveksling med den 50 år yngre forfatter Johanne Kirstine Fall. Bogen er en intim samtale, hvor de to forfattere behandler livet og (kvinde)kroppen fra både et ungt og et gammelt perspektiv.

## Aktivisme og politisk engagement
Strandgaard var kendt for sit politiske engagement, især inden for kvindebevægelsen og socialismen. 
I 1970’erne og 1980’erne bestred Charlotte Strandgaard en række tillidshverv. Hun sad i TV-Teatrets Dramaturgiat 1970-74 og var bestyrelsesmedlem i Danske Dramatikeres Forbund 1973-85, Filminstituttet 1975-76 og Danske Dramatikere 1987-89. Gennem alle årene har hun været erklæret socialist og politisk engageret. I sine unge år var hun aktivt medlem af Venstresocialisterne, og i 1989 var hun Socialistisk Folkepartis topkandidat til Europaparlamentet, men blev ikke valgt. I sine senere år blev hun kristen og aktiv kirkegænger.
Den 6. juli 1970 deltog hun i en meget omtalt aktion foran Kulturministeriet, hvor hun sammen med andre kulturpersonligheder demonstrerede for lovliggørelse af hash ved at ryge hash på Kulturministeriets trappe.

## Priser og anerkendelser
Gennem sin karriere modtog Charlotte Strandgaard flere priser og legater, herunder Morten Nielsens Mindelegat i 1972, Statens Kunstfonds Legat i 1986 og Thit Jensens Forfatterlegat i 1989.

## Død
Charlotte Strandgaard døde den 9. oktober 2021 på Glostrup Hospital omgivet af sine nærmeste. Hun blev 78 år. 

### Digtsamlinger
- Katalog (1965)
- Afstande (1966)
- Uafgjort (1967)
- Det var en lørdag aften (1968)
- Indimellem holder de af hinanden (1969)
- Gade op og gade ned (1973)
- Næsten kun om kærlighed (1977)
- Brændte børn (1979)
- Cellen (1986
- Ingenmandsland (2015)
- Min tro: digte til kirkeåret (2017)
- Udvalgte digte: 1965-2021 (2021)

### Romaner
- Når vi alle bliver mødre (1981)
- Lille menneske (1982)
- En fugl foruden vinger (1985)
- Giv mig solen (1986)
- Den hvide port (1987)
- Og alt hans væsen (1988)
- Så frydelig dér (1990)
- Vedrørende Heidi (1991)
- Den grønne nøgle (1995)
- Elleve dage i november (1997)
- Gode hensigter (1998)
- Sommetider lykkes det (1999)
- Uden hjem (2001)
- Pandoras æske (2007)
- Tror spillelederne virkelig at jeg er sådan en pæn moden dame (2019)

### Børne- og ungdomsbøger
- Lige pludselig skulle vi skilles (1977)
- Historier uden slutning (1978-79)
- Mandag igen (1982)
- Marias maske (1983)
- Frikvarter (1983)
- Er du ked af det? (1984)
- Lille dråbe (1986)
- Den forsvundne prinsesse (1988)
- Velkommen (1989)
- Sommernissen (1989)
- En god dreng (1993)

### Faglitteratur og andre udgivelser
- Det var ikke med vilje (1977)
- Hvem bestemmer i familien? (1979)
- Hvem bestemmer i skolen? (1979)
- Den store gule fod (1985)
- I lyset af glæde (1996)
- Gråhårede børn (1996)
- Midt iblandt os er Guds rige (1999)
- Tænk hvis det var dig: 21 beretninger om mobning (2004)
- Tro, håb og angst: beretninger, drømme og digte fra tokulturelle piger (2005)
- Drømte mig en drøm: nedslag i et kvindeliv (2012)
- Hans (2014)
- Stræk din krop mod min: breve (2021)